# مادلیتس-ویلمرسدورف
مادلیتس-ویلمرسدورف (به آلمانی: Madlitz-Wilmersdorf) یک شهر در آلمان است که در بریزن واقع شده‌است. مادلیتس-ویلمرسدورف ۶۷۸ نفر جمعیت دارد.